# ViaSat-3
ViaSat-3 é uma constelação global de três satélites geoestacionários de comunicação de banda Ka. O Viasat-3 Américas pesa cerca de 6 toneladas, com 45 m de envergadura. Ele orbitará a Terra diretamente acima do Equador, a 35 700 km de altitude. O aparelho conta com 16 painéis solares e é o satélite de telecomunicações mais poderoso a ser lançado no espaço. Essas células solares são semelhantes às usadas nas missões lunares Apollo e alimentaram mais de mil satélites em todo o mundo. Com um custo estimado de US$ 97 milhões, o satélite foi lançado dobrado, assim como ocorreu com o telescópio James Webb. Ele só abre em órbita após se soltar do foguete.
O Viasat-3 Américas será o primeiro satélite da empresa a operar no Brasil. Ainda não se sabe quanto da capacidade total será destinada ao país, mas a ViaSat Brasil informou que cerca de 80% da cota nacional será focada no em zonas rurais do Norte e Centro-Oeste, com menor penetração de banda larga. O plano mais em conta da ViaSat, voltado a clientes residenciais, custa R$ 179 ao mês, com velocidade de download de 10 Mbps e franquia de dados de 25 GB. Com a nova frota, espera-se que a velocidade por usuário ultrapasse 100 Mbps.

## Satélites
Os satélites foram anunciados pela primeira vez em 2015. Em fevereiro de 2016, a Viasat anunciou uma parceria com a Boeing Satellite Systems . Para cada um dos três satélites da classe ViaSat-3, a Viasat construirá a carga útil do satélite, integrando a carga útil no módulo de carga útil fornecido pela Boeing. A Boeing fornecerá a plataforma de satélite 702 escalável, integração e teste de sistemas, integração de veículos de lançamento e serviços de operações de missão. Cada carga de satélite ViaSat-3 está sendo fabricada na própria fábrica da Viasat em Tempe, Arizona, usando estruturas modulares da Boeing Satellite Systems em El Segundo, Califórnia. Os satélites são projetados para ter uma capacidade total de rede superior a 1 terabit por segundo. A Viasat tem três contratos de lançamento, um para cada satélite da classe ViaSat-3. Em 2016, a empresa anunciou planos para lançar o primeiro satélite com a Arianespace em um foguete Ariane 6.[carece de fontes?] Em 2018, anunciou que o segundo será lançado com a United Launch Alliance em um Atlas V, e o terceiro com a SpaceX no Falcon Heavy.
O ViaSat-3 consiste em três satélites separados, cada um projetado para fornecer cobertura para regiões globais selecionadas: o ViaSat-3 (Américas) cobrirá as Américas; O ViaSat-3 (EMEA) cobrirá a Europa, Oriente Médio e África; e ViaSat-3 (APAC) cobrirá as regiões da Ásia-Pacífico. Esperava-se que os satélites ViaSat-3 (Américas) e ViaSat-3 (EMEA) fossem lançados com cerca de seis meses de intervalo a partir de 2021, com o satélite ViaSat-3 (APAC) projetado para lançamento no segundo semestre de 2022. No entanto, em fevereiro de 2021, o CEO da ViaSat anunciou que a empresa não espera lançar o primeiro satélite até o início de 2022. Levará vários meses para que o satélite esteja em pleno serviço, devido aos testes necessários.
O ViaSat-3 Americas foi lançado em 30 de abril de 2023 a bordo de um foguete Falcon Heavy, implantando-o com sucesso em uma órbita quase geossíncrona nas primeiras horas de 1.º de maio a uma altitude de aproximadamente 34 600 quilômetros. O EMEA do foguete Atlas V está programado para ser lançado em setembro de 2023.